# Zók (Hongrie)
Pour les articles homonymes, voir Zok.
Zók est un village et une commune du comitat de Baranya en Hongrie.